# Fußball-Europameisterschaft 2021/Finalrunde
Dieser Artikel behandelt die einzelnen Finalrundenspiele und -resultate der Fußball-Europameisterschaft 2021.

## Turnierplan
|  | 1. Runde | 1. Runde    | 1. Runde |          |             | Viertelfinale | Viertelfinale | Viertelfinale |  |  | Halbfinale | Halbfinale | Halbfinale |  |  | Finale | Finale | Finale |
|  |          |             |          |          |             |               |               |               |  |  |            |            |            |  |  |        |        |        |
|  | B1       | Belgien     | 1        |          |             |               |               |               |  |  |            |            |            |  |  |        |        |        |
|  | F3       | Portugal    | 0        |          |             |               |               |               |  |  |            |            |            |  |  |        |        |        |
|  | F3       | Portugal    | 0        | B1       | Belgien     | 1             |               |               |  |  |            |            |            |  |  |        |        |        |
|  |          |             |          | B1       | Belgien     | 1             |               |               |  |  |            |            |            |  |  |        |        |        |
|  |          |             | A1       | Italien  | 2           |               |               |               |  |  |            |            |            |  |  |        |        |        |
|  | A1       | Italien     | A1       | Italien  | 2           | V2V           |               |               |  |  |            |            |            |  |  |        |        |        |
|  | A1       | Italien     |          |          |             | V2V           |               |               |  |  |            |            |            |  |  |        |        |        |
|  | C2       | Österreich  | 1        |          |             |               |               |               |  |  |            |            |            |  |  |        |        |        |
|  | C2       | Österreich  | 1        | A1       | Italien     | E1 (4)E       |               |               |  |  |            |            |            |  |  |        |        |        |
|  |          |             |          | A1       | Italien     | E1 (4)E       |               |               |  |  |            |            |            |  |  |        |        |        |
|  |          | E2          | Spanien  | 1 (2)    |             |               |               |               |  |  |            |            |            |  |  |        |        |        |
|  | F1       | E2          | Spanien  | 1 (2)    | Frankreich  | 3 (4)         |               |               |  |  |            |            |            |  |  |        |        |        |
|  | F1       |             |          |          | Frankreich  | 3 (4)         |               |               |  |  |            |            |            |  |  |        |        |        |
|  | A3       | Schweiz     | E3 (5)E  |          |             |               |               |               |  |  |            |            |            |  |  |        |        |        |
|  | A3       | Schweiz     | E3 (5)E  | A3       | Schweiz     | 1 (1)         |               |               |  |  |            |            |            |  |  |        |        |        |
|  |          |             |          | A3       | Schweiz     | 1 (1)         |               |               |  |  |            |            |            |  |  |        |        |        |
|  |          |             | E2       | Spanien  | E1 (3)E     |               |               |               |  |  |            |            |            |  |  |        |        |        |
|  | D2       | Kroatien    | E2       | Spanien  | E1 (3)E     | 3             |               |               |  |  |            |            |            |  |  |        |        |        |
|  | D2       | Kroatien    |          |          |             |               |               |               |  |  |            |            |            |  |  |        |        |        |
|  | E2       | Spanien     | 15V      |          |             |               |               |               |  |  |            |            |            |  |  |        |        |        |
|  | E2       | Spanien     | 15V      | A1       | Italien     | E1 (3)E       |               |               |  |  |            |            |            |  |  |        |        |        |
|  |          |             |          |          |             |               |               |               |  |  |            |            |            |  |  |        |        |        |
|  |          | D1          | England  | 1 (2)    |             |               |               |               |  |  |            |            |            |  |  |        |        |        |
|  | E1       | D1          | England  | 1 (2)    | Schweden    | 1             |               |               |  |  |            |            |            |  |  |        |        |        |
|  | E1       |             |          |          | Schweden    | 1             |               |               |  |  |            |            |            |  |  |        |        |        |
|  | C3       | Ukraine     | V2V      |          |             |               |               |               |  |  |            |            |            |  |  |        |        |        |
|  | C3       | Ukraine     | V2V      | C3       | Ukraine     | 0             |               |               |  |  |            |            |            |  |  |        |        |        |
|  |          |             |          | C3       | Ukraine     | 0             |               |               |  |  |            |            |            |  |  |        |        |        |
|  |          |             | D1       | England  | 4           |               |               |               |  |  |            |            |            |  |  |        |        |        |
|  | D1       | England     | D1       | England  | 4           | 2             |               |               |  |  |            |            |            |  |  |        |        |        |
|  | D1       | England     |          |          |             | 2             |               |               |  |  |            |            |            |  |  |        |        |        |
|  | F2       | Deutschland | 0        |          |             |               |               |               |  |  |            |            |            |  |  |        |        |        |
|  | F2       | Deutschland | 0        | D1       | England     | V2V           |               |               |  |  |            |            |            |  |  |        |        |        |
|  |          |             |          | D1       | England     | V2V           |               |               |  |  |            |            |            |  |  |        |        |        |
|  |          | B2          | Dänemark | 1        |             |               |               |               |  |  |            |            |            |  |  |        |        |        |
|  | C1       | B2          | Dänemark | 1        | Niederlande | 0             |               |               |  |  |            |            |            |  |  |        |        |        |
|  | C1       |             |          |          |             |               |               |               |  |  |            |            |            |  |  |        |        |        |
|  | D3       | Tschechien  | 2        |          |             |               |               |               |  |  |            |            |            |  |  |        |        |        |
|  | D3       | Tschechien  | 2        | D3       | Tschechien  | 1             |               |               |  |  |            |            |            |  |  |        |        |        |
|  |          |             |          | D3       | Tschechien  | 1             |               |               |  |  |            |            |            |  |  |        |        |        |
|  |          |             | B2       | Dänemark | 2           |               |               |               |  |  |            |            |            |  |  |        |        |        |
|  | A2       | Wales       | B2       | Dänemark | 2           | 0             |               |               |  |  |            |            |            |  |  |        |        |        |
|  | A2       | Wales       |          |          |             |               |               |               |  |  |            |            |            |  |  |        |        |        |
|  | B2       | Dänemark    | 4        |          |             |               |               |               |  |  |            |            |            |  |  |        |        |        |

V Sieg nach Verlängerung

E Sieg nach Elfmeterschießen

## Achtelfinale

### Wales – Dänemark 0:4 (0:1)
| Wales                                                             | Wales | Dänemark | Dänemark | Aufstellung                      |
| ----------------------------------------------------------------- | --- | --- | -------- | -------------------------------- |
| Wales                                                             | \| 1. Achtelfinale \| \| 26. Juni 2021 um 18:00 Uhr MESZ in Amsterdam (Johan-Cruyff-Arena) \| \| Zuschauer: 14.645 \| \| Schiedsrichter: Daniel Siebert ( Deutschland) 1 \| \| Spielbericht \|                                                           | \| 1. Achtelfinale \| \| 26. Juni 2021 um 18:00 Uhr MESZ in Amsterdam (Johan-Cruyff-Arena) \| \| Zuschauer: 14.645 \| \| Schiedsrichter: Daniel Siebert ( Deutschland) 1 \| \| Spielbericht \| | Dänemark | Aufstellung Wales gegen Dänemark |
| Wales                                                             | Danny Ward – Connor Roberts (40. Neco Williams), Chris Mepham, Joe Rodon, Ben Davies – Joe Morrell (60. Harry Wilson), Joe Allen – Gareth Bale , Aaron Ramsey, Daniel James (78. David Brooks) – Kieffer Moore (78. Tyler Roberts) Cheftrainer: Rob Page | Kasper Schmeichel – Andreas Christensen, Simon Kjær (77. Joachim Andersen), Jannik Vestergaard – Jens Stryger Larsen (77. Nicolai Boilesen), Pierre Emile Højbjerg, Thomas Delaney (60. Mathias Jensen), Joakim Mæhle – Martin Braithwaite, Kasper Dolberg (69. Andreas Cornelius), Mikkel Damsgaard (60. Christian Nørgaard) Cheftrainer: Kasper Hjulmand | Dänemark | Aufstellung Wales gegen Dänemark |
| Wales                                                             | 0:1 Dolberg (27.) 0:2 Dolberg (48.) 0:3 Mæhle (88.) 0:4 Braithwaite (90.+4) | | Dänemark | Aufstellung Wales gegen Dänemark |
| Wales                                                             | Rodon (26.), Moore (40.), Brooks (80.), Bale (90.+3) | | Dänemark | Aufstellung Wales gegen Dänemark |
| Wales                                                             | Wilson (90.) | | Dänemark | Aufstellung Wales gegen Dänemark |
| Wales                                                             | Star des Spiels: Kasper Dolberg (Dänemark) | | Dänemark | Aufstellung Wales gegen Dänemark |
| 1. Achtelfinale                                                   | | |          |                                  |
| 26. Juni 2021 um 18:00 Uhr MESZ in Amsterdam (Johan-Cruyff-Arena) | | |          |                                  |
| Zuschauer: 14.645                                                 | | |          |                                  |
| Schiedsrichter: Daniel Siebert ( Deutschland) 1                   | | |          |                                  |
| Spielbericht                                                      | | |          |                                  |

Bei den Dänen kam Kasper Dolberg, der gemeinsam mit Jens Stryger Larsen durch die Ausfälle von Daniel Wass und Yussuf Poulsen in die Startelf gerückt war, zu seinem ersten Einsatz von Beginn an bei dieser Europameisterschaft. Nach einer Drangphase der Waliser traf der dänische Offensivspieler nach 27 Minuten im Anschluss an eine Unterzahlsituation vor dem gegnerischen Strafraum zum 1:0. Vor dem Seitenwechsel hatte das langsam spielbestimmende Dänemark in Person von Joakim Mæhle die Chance auf den nächsten Treffer, dieser traf aber nur das Außennetz. Bereits drei Minuten nach Wiederanpfiff traf Dolberg zum zweiten Mal, als er einen Pass von Martin Braithwaite nach missglückter Abwehr durch Joe Rodon in den Lauf bekam. Wales versuchte es weiter, kam aber nur über Distanzschüsse überhaupt an das dänische Tor heran, auch Mathias Jensen scheiterte auf der Gegenseite mit einem angeschnittenen, hohen Ball nur um Zentimeter. Ab einer Spielzeit von etwa 60 Minuten brachte Wales keine nennenswerten Offensivaktionen mehr zustande, Dänemark drängte hingegen auf einen Ausbau der Führung, vergab aber teils hochkarätige Abschlusschancen. In der Schlussphase war Mæhle auf der rechten Seite ungedeckt, kam an den Ball, während er fünf Verteidiger sowie Torwart Danny Ward gegen sich hatte und schoss aus nächster Nähe das 3:0. Wenig später leistete sich Harry Wilson ein unnötiges Foul, woraufhin sein Team die Nachspielzeit in Unterzahl bestreiten musste. In dieser nutzte Braithwaite die walisischen Defensivfehler ein ums andere Mal aus und schoss das vierte Tor Dänemarks.

### Italien – Österreich 2:1 n.V. (0:0)
| Italien                                                                 | Italien | Österreich | Österreich | Aufstellung                          |
| ----------------------------------------------------------------------- | --- | --- | ---------- | ------------------------------------ |
| Italien                                                                 | \| 2. Achtelfinale \| \| 26. Juni 2021 um 20:00 Uhr (21:00 Uhr MESZ) in London (Wembley-Stadion) \| \| Zuschauer: 18.910 \| \| Schiedsrichter: Anthony Taylor ( England) 2 \| \| Spielbericht \| | \| 2. Achtelfinale \| \| 26. Juni 2021 um 20:00 Uhr (21:00 Uhr MESZ) in London (Wembley-Stadion) \| \| Zuschauer: 18.910 \| \| Schiedsrichter: Anthony Taylor ( England) 2 \| \| Spielbericht \| | Österreich | Aufstellung Italien gegen Österreich |
| Italien                                                                 | Gianluigi Donnarumma – Giovanni Di Lorenzo, Leonardo Bonucci , Francesco Acerbi, Leonardo Spinazzola – Nicolò Barella (67. Matteo Pessina), Jorginho, Marco Verratti (67. Manuel Locatelli) – Domenico Berardi (84. Federico Chiesa), Ciro Immobile (84. Andrea Belotti), Lorenzo Insigne (108. Bryan Cristante) Cheftrainer: Roberto Mancini | Daniel Bachmann – Stefan Lainer (114. Christopher Trimmel), Aleksandar Dragović, Martin Hinteregger, David Alaba – Xaver Schlager (106. Michael Gregoritsch), Florian Grillitsch (106. Louis Schaub) Marcel Sabitzer – Konrad Laimer (114. Stefan Ilsanker), Marko Arnautović (97. Saša Kalajdžić), Christoph Baumgartner (90. Alessandro Schöpf) Cheftrainer: Franco Foda ( Deutschland) | Österreich | Aufstellung Italien gegen Österreich |
| Italien                                                                 | 1:0 Chiesa (95.) 2:0 Pessina (105.) | 2:1 Kalajdžić (114.) | Österreich | Aufstellung Italien gegen Österreich |
| Italien                                                                 | Di Lorenzo (50.), Barella (51.) | Arnautović (2.), Hinteregger (103.), Dragović (120.+1) | Österreich | Aufstellung Italien gegen Österreich |
| Italien                                                                 | Star des Spiels: Leonardo Spinazzola (Italien) | | Österreich | Aufstellung Italien gegen Österreich |
| 2. Achtelfinale                                                         | | |            |                                      |
| 26. Juni 2021 um 20:00 Uhr (21:00 Uhr MESZ) in London (Wembley-Stadion) | | |            |                                      |
| Zuschauer: 18.910                                                       | | |            |                                      |
| Schiedsrichter: Anthony Taylor ( England) 2                             | | |            |                                      |
| Spielbericht                                                            | | |            |                                      |

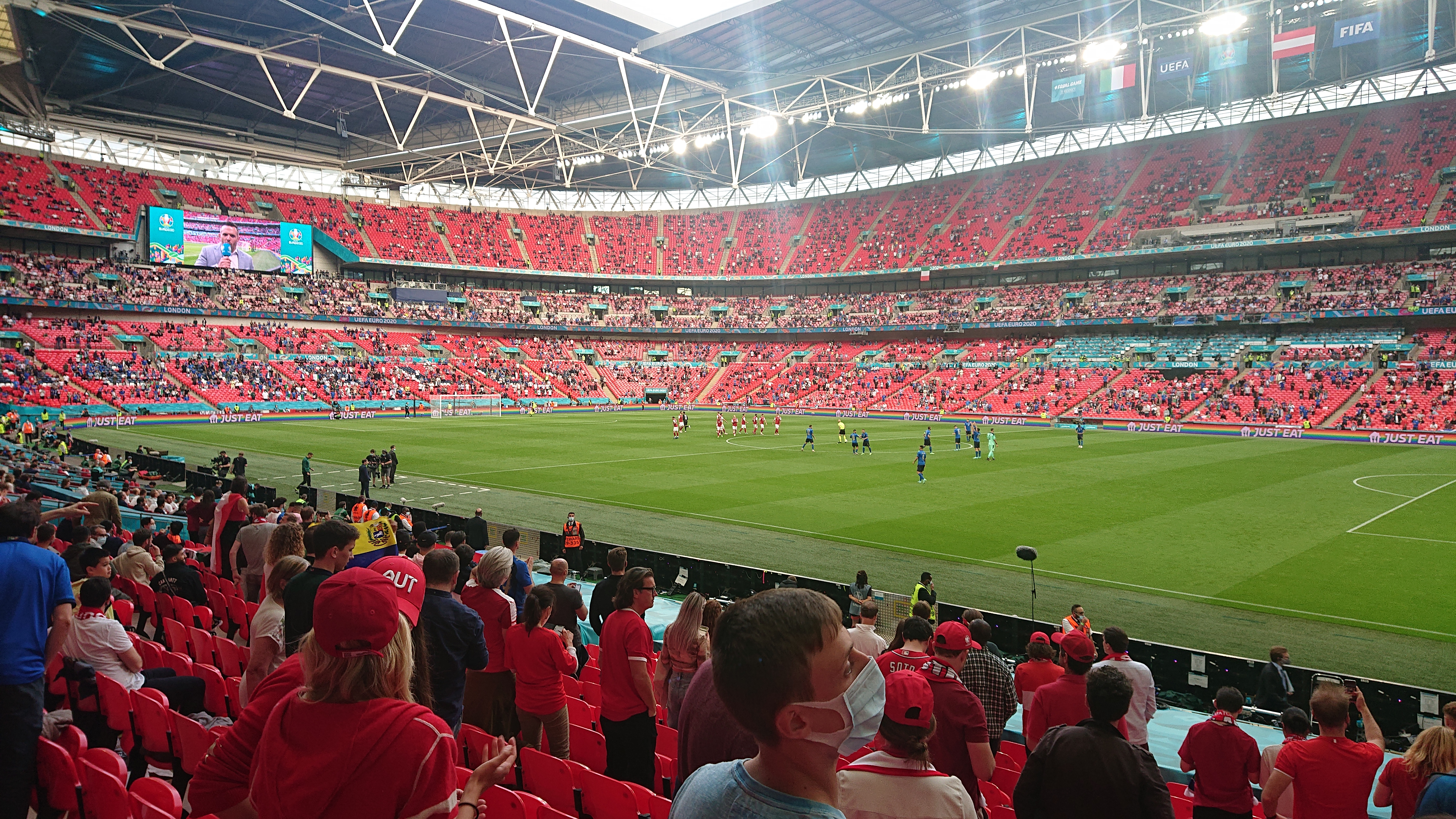
Vor dem Anstoß der Partie

Sowohl Lorenzo Insigne wie auch Nicolò Barella zwangen Keeper Daniel Bachmann bereits in der Anfangsviertelstunde zu zwei Paraden, auf der anderen Seite konnte lediglich Marko Arnautović einmal abschließen. Inmitten einer längeren Ballbesitzphase Österreichs hatte Ciro Immobile aus 20 Metern die Chance auf einen Treffer, den jedoch das Lattenkreuz verhinderte, woraufhin es torlos in die Halbzeitpause ging, in der keiner der Trainer personelle Änderungen vornahm. Kurz nach dem Seitenwechsel nutzte Arnautović einen Konter zu einem Vorstoß, einige Minuten später setzte Kapitän David Alaba einen Freistoß aus aussichtsreicher Position etwas zu hoch an. Italien war in der Folge das aktivere Team, während der Gegner die Angriffe nun häufiger unterband und auf Konterchancen aus war. Aus einer solchen heraus erzielte Arnautović per Kopf das vermeintliche 0:1, das aber aufgrund einer Abseitsstellung beim Abspielen nicht gegeben wurde. Österreich wurde nun zunehmend stärker, auf beiden Seiten ergaben sich aber keine Großchancen mehr, was zum Gang in die Verlängerung führte. Nach fünf Minuten in der ersten Hälfte der Verlängerung setzte sich der erst kurz vor Schluss der regulären Spielzeit eingewechselte Federico Chiesa im Strafraum gegen Konrad Laimer durch und erzielte das 1:0. Zehn Minuten später erhöhte Matteo Pessina auf 2:0, nachdem die in Zugzwang geratenen Österreicher nun defensiv offener agierten. Sechs Minuten vor Ende der Verlängerung verkürzte Saša Kalajdžić noch auf 1:2, was aber zugleich der Endstand war. Somit war die 1.168 Minuten andauernde Serie ohne Gegentore der italienischen Torhüter zwar gebrochen, der bisherige verbandsinterne Rekord von Dino Zoff aus dem Jahr 1974 jedoch trotz allem um 26 Minuten übertroffen.

### Niederlande – Tschechien 0:2 (0:0)
| Niederlande                                           | Niederlande | Tschechien | Tschechien | Aufstellung                              |
| ----------------------------------------------------- | --- | --- | ---------- | ---------------------------------------- |
| Niederlande                                           | \| 3. Achtelfinale \| \| 27. Juni 2021 um 18:00 Uhr in Budapest (Puskás Aréna) \| \| Zuschauer: 52.834 \| \| Schiedsrichter: Sergei Karassjow ( Russland) 3 \| \| Spielbericht \| | \| 3. Achtelfinale \| \| 27. Juni 2021 um 18:00 Uhr in Budapest (Puskás Aréna) \| \| Zuschauer: 52.834 \| \| Schiedsrichter: Sergei Karassjow ( Russland) 3 \| \| Spielbericht \| | Tschechien | Aufstellung Niederlande gegen Tschechien |
| Niederlande                                           | Maarten Stekelenburg – Stefan de Vrij, Matthijs de Ligt, Daley Blind (81. Jurriën Timber) – Denzel Dumfries, Marten de Roon (73. Wout Weghorst), Frenkie de Jong, Patrick van Aanholt (81. Steven Berghuis) – Georginio Wijnaldum – Memphis Depay, Donyell Malen (57. Quincy Promes) Cheftrainer: Frank de Boer | Tomáš Vaclík – Vladimír Coufal, Ondřej Čelůstka, Tomáš Kalas, Pavel Kadeřábek – Tomáš Holeš (85. Alex Král), Tomáš Souček – Lukáš Masopust (79. Jakub Jankto), Antonín Barák (90.+2 Michal Sadílek), Petr Ševčík (85. Adam Hložek) – Patrik Schick (90.+2 Michael Krmenčík) Cheftrainer: Jaroslav Šilhavý | Tschechien | Aufstellung Niederlande gegen Tschechien |
| Niederlande                                           | 0:1 Holeš (68.) 0:2 Schick (80.) | | Tschechien | Aufstellung Niederlande gegen Tschechien |
| Niederlande                                           | Dumfries (46.), de Jong (85.) | Coufal (56.) | Tschechien | Aufstellung Niederlande gegen Tschechien |
| Niederlande                                           | de Ligt (55.) | | Tschechien | Aufstellung Niederlande gegen Tschechien |
| Niederlande                                           | Star des Spiels: Tomáš Holeš (Tschechien) | | Tschechien | Aufstellung Niederlande gegen Tschechien |
| 3. Achtelfinale                                       | | |            |                                          |
| 27. Juni 2021 um 18:00 Uhr in Budapest (Puskás Aréna) | | |            |                                          |
| Zuschauer: 52.834                                     | | |            |                                          |
| Schiedsrichter: Sergei Karassjow ( Russland) 3        | | |            |                                          |
| Spielbericht                                          | | |            |                                          |

Die Niederländer versuchten bereits früh, über ihre bislang starken Außenbahnspieler für Gefahr zu sorgen, Matthijs de Ligt und Denzel Dumfries kamen innerhalb der ersten Viertelstunde zu ersten Torgelegenheiten. An der gut positionierten Viererkette gab es aber weitestgehend kein Vorbeikommen und in der Folge gelangten die Tschechen mehrmals vor das niederländische Tor. Nach dem Seitenwechsel hatte Donyell Malen die Führung auf dem Fuß, lief sich aber dann vor dem Keeper Tomáš Vaclík an selbigem fest. Nach einer guten Stunde spielte Verteidiger de Ligt den Ball als letzter Mann vor dem eigenen Strafraum mit der Hand, woraufhin er mit Rot vom Platz gestellt wurde. Frank de Boer justierte defensiv nicht nach, ging stattdessen ins Risiko und wechselte den Stürmer Quincy Promes ein. Einen schwierigen Ball klärte Dumfries gut zehn Minuten später mit dem Fuß, wenig später aber gingen die Tschechen nach einem Kopfball von Tomáš Holeš in Führung. De Boer wechselte nun mit Wout Weghorst einen weiteren Angreifer ein und drängte auf den Ausgleich. Stattdessen bereitete Torschütze Holeš in der 80. Minute Patrik Schicks 2:0 vor, was die Vorentscheidung bedeutete.

### Belgien – Portugal 1:0 (1:0)
| Belgien                                                             | Belgien | Portugal | Portugal | Aufstellung                        |
| ------------------------------------------------------------------- | --- | --- | -------- | ---------------------------------- |
| Belgien                                                             | \| 4. Achtelfinale \| \| 27. Juni 2021 um 21:00 Uhr MESZ in Sevilla (Olympiastadion Sevilla) \| \| Zuschauer: 11.504 \| \| Schiedsrichter: Felix Brych ( Deutschland) 4 \| \| Spielbericht \| | \| 4. Achtelfinale \| \| 27. Juni 2021 um 21:00 Uhr MESZ in Sevilla (Olympiastadion Sevilla) \| \| Zuschauer: 11.504 \| \| Schiedsrichter: Felix Brych ( Deutschland) 4 \| \| Spielbericht \|                                                                                            | Portugal | Aufstellung Belgien gegen Portugal |
| Belgien                                                             | Thibaut Courtois – Toby Alderweireld, Thomas Vermaelen, Jan Vertonghen – Thomas Meunier, Youri Tielemans, Axel Witsel, Thorgan Hazard (90.+5 Leander Dendoncker) – Kevin De Bruyne (48. Dries Mertens), Eden Hazard (87. Yannick Carrasco) – Romelu Lukaku Cheftrainer: Roberto Martínez ( Spanien) | Rui Patrício – Diogo Dalot, Pepe, Rúben Dias, Raphaël Guerreiro – João Moutinho (55. João Félix), João Palhinha (78. Danilo), Renato Sanches (78. Sérgio Oliveira) – Bernardo Silva (55. Bruno Fernandes), Cristiano Ronaldo , Diogo Jota (70. André Silva) Cheftrainer: Fernando Santos | Portugal | Aufstellung Belgien gegen Portugal |
| Belgien                                                             | 1:0 T. Hazard (42.) | | Portugal | Aufstellung Belgien gegen Portugal |
| Belgien                                                             | Vermaelen (72.), Alderweireld (81.) | Palhinha (45.), Dalot (51.), Pepe (77.) | Portugal | Aufstellung Belgien gegen Portugal |
| Belgien                                                             | Star des Spiels: Thorgan Hazard (Belgien) | | Portugal | Aufstellung Belgien gegen Portugal |
| 4. Achtelfinale                                                     | | |          |                                    |
| 27. Juni 2021 um 21:00 Uhr MESZ in Sevilla (Olympiastadion Sevilla) | | |          |                                    |
| Zuschauer: 11.504                                                   | | |          |                                    |
| Schiedsrichter: Felix Brych ( Deutschland) 4                        | | |          |                                    |
| Spielbericht                                                        | | |          |                                    |

### Kroatien – Spanien 3:5 n. V. (3:3, 1:1)
| Kroatien                                               | Kroatien | Spanien | Spanien | Aufstellung                        |
| ------------------------------------------------------ | --- | --- | ------- | ---------------------------------- |
| Kroatien                                               | \| 5. Achtelfinale \| \| 28. Juni 2021 um 18:00 Uhr MESZ in Kopenhagen (Parken) \| \| Zuschauer: 22.771 \| \| Schiedsrichter: Cüneyt Çakır ( Türkei) 5 \| \| Spielbericht \| | \| 5. Achtelfinale \| \| 28. Juni 2021 um 18:00 Uhr MESZ in Kopenhagen (Parken) \| \| Zuschauer: 22.771 \| \| Schiedsrichter: Cüneyt Çakır ( Türkei) 5 \| \| Spielbericht \| | Spanien | Aufstellung Kroatien gegen Spanien |
| Kroatien                                               | Dominik Livaković – Josip Juranović (73. Josip Brekalo), Domagoj Vida, Duje Ćaleta-Car, Joško Gvardiol – Luka Modrić (114. Luka Ivanušec), Marcelo Brozović, Mateo Kovačić (79. Ante Budimir) – Nikola Vlašić (79. Mario Pašalić), Bruno Petković (46. Andrej Kramarić), Ante Rebić (67. Mislav Oršić) Cheftrainer: Zlatko Dalić | Unai Simón – César Azpilicueta, Eric García (71. Pau Torres), Aymeric Laporte, José Gayà (77. Jordi Alba) – Koke (77. Fabián), Sergio Busquets (101. Rodri), Pedri – Ferran Torres (88. Mikel Oyarzabal), Álvaro Morata, Pablo Sarabia (71. Dani Olmo) Cheftrainer: Luis Enrique | Spanien | Aufstellung Kroatien gegen Spanien |
| Kroatien                                               | 1:0 Pedri (20., Eigentor) 2:3 Oršić (85.) 3:3 Pašalić (90.+2) | 1:1 Sarabia (38.) 1:2 Azpilicueta (57.) 1:3 F. Torres (77.) 3:4 Morata (100.) 3:5 Oyarzabal (103.) | Spanien | Aufstellung Kroatien gegen Spanien |
| Kroatien                                               | Brozović (73.), Ćaleta-Car (84.) | | Spanien | Aufstellung Kroatien gegen Spanien |
| Kroatien                                               | Star des Spiels: Sergio Busquets (Spanien) | | Spanien | Aufstellung Kroatien gegen Spanien |
| 5. Achtelfinale                                        | | |         |                                    |
| 28. Juni 2021 um 18:00 Uhr MESZ in Kopenhagen (Parken) | | |         |                                    |
| Zuschauer: 22.771                                      | | |         |                                    |
| Schiedsrichter: Cüneyt Çakır ( Türkei) 5               | | |         |                                    |
| Spielbericht                                           | | |         |                                    |

### Frankreich – Schweiz 3:3 n. V. (3:3, 0:1), 4:5 i. E.
| Frankreich                                                                | Frankreich | Schweiz | Schweiz | Aufstellung                          |
| ------------------------------------------------------------------------- | --- | --- | ------- | ------------------------------------ |
| Frankreich                                                                | \| 6. Achtelfinale \| \| 28. Juni 2021 um 22:00 Uhr (21:00 Uhr MESZ) in Bukarest (Arena Națională) \| \| Zuschauer: 22.642 \| \| Schiedsrichter: Fernando Rapallini ( Argentinien) 6 \| \| Spielbericht \|                                                                                     | \| 6. Achtelfinale \| \| 28. Juni 2021 um 22:00 Uhr (21:00 Uhr MESZ) in Bukarest (Arena Națională) \| \| Zuschauer: 22.642 \| \| Schiedsrichter: Fernando Rapallini ( Argentinien) 6 \| \| Spielbericht \| | Schweiz | Aufstellung Frankreich gegen Schweiz |
| Frankreich                                                                | Hugo Lloris – Raphaël Varane, Clément Lenglet (46. Kingsley Coman, 111. Marcus Thuram), Presnel Kimpembe – Benjamin Pavard, Paul Pogba, N’Golo Kanté, Adrien Rabiot – Antoine Griezmann (88. Moussa Sissoko) – Karim Benzema (94. Olivier Giroud), Kylian Mbappé Cheftrainer: Didier Deschamps | Yann Sommer – Nico Elvedi, Manuel Akanji, Ricardo Rodríguez (87. Admir Mehmedi) – Silvan Widmer (73. Kevin Mbabu), Remo Freuler, Granit Xhaka , Steven Zuber (79. Christian Fassnacht) – Xherdan Shaqiri (73. Mario Gavranović) – Haris Seferović (97. Fabian Schär), Breel Embolo (79. Ruben Vargas) Cheftrainer: Vladimir Petković | Schweiz | Aufstellung Frankreich gegen Schweiz |
| Frankreich                                                                | 1:1 Benzema (57.) 2:1 Benzema (59.) 3:1 Pogba (75.) | 0:1 Seferović (15.) 3:2 Seferović (81.) 3:3 Gavranović (90.) | Schweiz | Aufstellung Frankreich gegen Schweiz |
| Frankreich                                                                | Elfmeterschießen | | Schweiz | Aufstellung Frankreich gegen Schweiz |
| Frankreich                                                                | 1:1 Pogba 2:2 Giroud 3:3 Thuram 4:4 Kimpembe Sommer hält gegen Mbappé | 0:1 Gavranović 1:2 Schär 2:3 Akanji 3:4 Vargas 4:5 Mehmedi | Schweiz | Aufstellung Frankreich gegen Schweiz |
| Frankreich                                                                | Varane (30.), Coman (88.), Pavard (91.) | Elvedi (32.), Rodríguez (62.), Xhaka (76.), Akanji (108.) | Schweiz | Aufstellung Frankreich gegen Schweiz |
| Frankreich                                                                | Lloris hält Foulelfmeter von Rodríguez (55.); Das 0:1 war das 800. EM-Tor | | Schweiz | Aufstellung Frankreich gegen Schweiz |
| Frankreich                                                                | Star des Spiels: Granit Xhaka (Schweiz) | | Schweiz | Aufstellung Frankreich gegen Schweiz |
| 6. Achtelfinale                                                           | | |         |                                      |
| 28. Juni 2021 um 22:00 Uhr (21:00 Uhr MESZ) in Bukarest (Arena Națională) | | |         |                                      |
| Zuschauer: 22.642                                                         | | |         |                                      |
| Schiedsrichter: Fernando Rapallini ( Argentinien) 6                       | | |         |                                      |
| Spielbericht                                                              | | |         |                                      |

Bereits nach einer Viertelstunde konnte die Schweiz durch einen Kopfballtreffer von Haris Seferović überraschend in Führung gehen. In der 55. Minute bekamen die Eidgenossen zudem einen Foulelfmeter zugesprochen. Ricardo Rodríguez vergab die Chance zum 2:0 jedoch. Frankreich spielte nach dem gehaltenen Elfmeter plötzlich entfesselt auf und konnte die Partie innerhalb von drei Minuten durch einen Doppelschlag von Karim Benzema drehen. Nachdem Paul Pogba in der 75. Minute mit einem platzierten Distanzschuss traf, schien die Partie zugunsten des Favoriten entschieden. Der Schweiz gelang es aber, durch einen erneuten Seferović-Kopfball und einen platzierten Schuss von Mario Gavranović kurz vor Ende doch noch zum 3:3 auszugleichen. Anders als die Partie Spanien gegen Kroatien zuvor, die einen nahezu identischen Spielverlauf hatte, gelang in der Verlängerung keinem Team der Treffer, sodass ein Elfmeterschießen entscheiden musste. Hier trafen die ersten neun Schützen, bevor Yann Sommer den Ball von Kylian Mbappé halten konnte.
Das Schweizer Team stellt mit diesem Match zwei Rekorde auf: Trainer Vladimir Petković tritt zum 77. Mal als Coach bei einem Schweizer Länderspiel an; er steht nun mit Karl Rappan gleich (77 Trainer-Einsätze zwischen 1937 und 1963). Ebenso ist Yann Sommer mit diesem Spiel der Torhüter mit den meisten Einsätzen bei Schweizer Länderspielen; er löst Erich Burgener (1973 bis 1986) ab. Mit diesem Spiel hat sich die Schweiz erstmals seit 1954 wieder die Teilnahme am Viertelfinal eines wichtigen internationalen Turniers erkämpft. Es war das erste Mal, dass die Schweiz ein Elfmeterschießen an einer Endrunde für sich entscheiden konnte.

### England – Deutschland 2:0 (0:0)
| England                                                                 | England | Deutschland | Deutschland | Aufstellung                           |
| ----------------------------------------------------------------------- | --- | --- | ----------- | ------------------------------------- |
| England                                                                 | \| 7. Achtelfinale \| \| 29. Juni 2021 um 17:00 Uhr (18:00 Uhr MESZ) in London (Wembley-Stadion) \| \| Zuschauer: 41.973 \| \| Schiedsrichter: Danny Makkelie ( Niederlande) 7 \| \| Spielbericht \|                                     | \| 7. Achtelfinale \| \| 29. Juni 2021 um 17:00 Uhr (18:00 Uhr MESZ) in London (Wembley-Stadion) \| \| Zuschauer: 41.973 \| \| Schiedsrichter: Danny Makkelie ( Niederlande) 7 \| \| Spielbericht \|                                                                | Deutschland | Aufstellung England gegen Deutschland |
| England                                                                 | Jordan Pickford – Kyle Walker, John Stones, Harry Maguire – Kieran Trippier, Kalvin Phillips, Declan Rice (87. Jordan Henderson), Luke Shaw – Bukayo Saka (69. Jack Grealish), Harry Kane, Raheem Sterling Cheftrainer: Gareth Southgate | Manuel Neuer – Matthias Ginter (87. Emre Can), Mats Hummels, Antonio Rüdiger – Joshua Kimmich, Leon Goretzka, Toni Kroos, Robin Gosens (87. Leroy Sané) – Kai Havertz, Thomas Müller (90.+2 Jamal Musiala), Timo Werner (69. Serge Gnabry) Cheftrainer: Joachim Löw | Deutschland | Aufstellung England gegen Deutschland |
| England                                                                 | 1:0 Sterling (75.) 2:0 Kane (86.) | | Deutschland | Aufstellung England gegen Deutschland |
| England                                                                 | Rice (8.), Phillips (45.), Maguire (77.) | Ginter (25.), Gosens (72.) | Deutschland | Aufstellung England gegen Deutschland |
| England                                                                 | Letztes Spiel für Löw als Bundestrainer nach 15 Jahren | | Deutschland | Aufstellung England gegen Deutschland |
| England                                                                 | Star des Spiels: Harry Maguire (England) | | Deutschland | Aufstellung England gegen Deutschland |
| 7. Achtelfinale                                                         | | |             |                                       |
| 29. Juni 2021 um 17:00 Uhr (18:00 Uhr MESZ) in London (Wembley-Stadion) | | |             |                                       |
| Zuschauer: 41.973                                                       | | |             |                                       |
| Schiedsrichter: Danny Makkelie ( Niederlande) 7                         | | |             |                                       |
| Spielbericht                                                            | | |             |                                       |

### Schweden – Ukraine 1:2 n. V. (1:1, 1:1)
| Schweden                                                              | Schweden | Ukraine | Ukraine | Aufstellung                        |
| --------------------------------------------------------------------- | --- | --- | ------- | ---------------------------------- |
| Schweden                                                              | \| 8. Achtelfinale \| \| 29. Juni 2021 um 20:00 Uhr (21:00 Uhr MESZ) in Glasgow (Hampden Park) \| \| Zuschauer: 9.221 \| \| Schiedsrichter: Daniele Orsato ( Italien) 8 \| \| Spielbericht \| | \| 8. Achtelfinale \| \| 29. Juni 2021 um 20:00 Uhr (21:00 Uhr MESZ) in Glasgow (Hampden Park) \| \| Zuschauer: 9.221 \| \| Schiedsrichter: Daniele Orsato ( Italien) 8 \| \| Spielbericht \| | Ukraine | Aufstellung Schweden gegen Ukraine |
| Schweden                                                              | Robin Olsen – Mikael Lustig (83. Emil Krafth), Victor Lindelöf, Marcus Danielson, Ludwig Augustinsson (83. Pierre Bengtsson) – Sebastian Larsson (97. Viktor Claesson), Kristoffer Olsson (101. Filip Helander), Albin Ekdal, Emil Forsberg – Dejan Kulusevski (97. Robin Quaison), Alexander Isak (97. Marcus Berg) Cheftrainer: Janne Andersson | Heorhij Buschtschan – Illja Sabarnyj, Serhij Krywzow, Mykola Matwijenko – Oleksandr Karawajew, Serhij Sydortschuk (118. Roman Besus), Taras Stepanenko (95. Jewhenij Makarenko), Oleksandr Sintschenko – Andrij Jarmolenko (105. Artem Dowbyk), Roman Jaremtschuk (90. Artem Bjessjedin, 101. Wiktor Zyhankow), Mykola Schaparenko (61. Ruslan Malinowskyj) Cheftrainer: Andrij Schewtschenko | Ukraine | Aufstellung Schweden gegen Ukraine |
| Schweden                                                              | 1:1 Forsberg (43.) | 0:1 Sintschenko (27.) 1:2 Dowbyk (120.+1) | Ukraine | Aufstellung Schweden gegen Ukraine |
| Schweden                                                              | Kulusevski (69.), Forsberg (85.) | Jarmolenko (79.), Dowbyk (120.+2) | Ukraine | Aufstellung Schweden gegen Ukraine |
| Schweden                                                              | Danielson (99.) | | Ukraine | Aufstellung Schweden gegen Ukraine |
| Schweden                                                              | Star des Spiels: Oleksandr Sintschenko (Ukraine) | | Ukraine | Aufstellung Schweden gegen Ukraine |
| 8. Achtelfinale                                                       | | |         |                                    |
| 29. Juni 2021 um 20:00 Uhr (21:00 Uhr MESZ) in Glasgow (Hampden Park) | | |         |                                    |
| Zuschauer: 9.221                                                      | | |         |                                    |
| Schiedsrichter: Daniele Orsato ( Italien) 8                           | | |         |                                    |
| Spielbericht                                                          | | |         |                                    |

## Viertelfinale

### Schweiz  – Spanien 1:1 n. V. (1:1, 0:1), 1:3 i. E.
| Schweiz                                                                        | Schweiz | Spanien | Spanien | Aufstellung                       |
| ------------------------------------------------------------------------------ | --- | --- | ------- | --------------------------------- |
| Schweiz                                                                        | \| 1. Viertelfinale \| \| 2. Juli 2021 um 19:00 Uhr (18:00 Uhr MESZ) in Sankt Petersburg (Gazprom-Arena) \| \| Zuschauer: 24.764 \| \| Schiedsrichter: Michael Oliver ( England) 9 \| \| Spielbericht \| | \| 1. Viertelfinale \| \| 2. Juli 2021 um 19:00 Uhr (18:00 Uhr MESZ) in Sankt Petersburg (Gazprom-Arena) \| \| Zuschauer: 24.764 \| \| Schiedsrichter: Michael Oliver ( England) 9 \| \| Spielbericht \|                                                                                     | Spanien | Aufstellung Schweiz gegen Spanien |
| Schweiz                                                                        | Yann Sommer – Silvan Widmer (101. Kevin Mbabu), Nico Elvedi, Manuel Akanji, Ricardo Rodríguez – Denis Zakaria (101. Fabian Schär), Remo Freuler – Breel Embolo (23. Ruben Vargas), Xherdan Shaqiri (81. Djibril Sow), Steven Zuber (90.+2 Christian Fassnacht) – Haris Seferović (82. Mario Gavranović) Cheftrainer: Vladimir Petković | Unai Simón – César Azpilicueta, Aymeric Laporte, Pau Torres (113. Thiago), Jordi Alba – Koke (90.+1 Marcos Llorente), Sergio Busquets , Pedri (119. Rodri) – Ferran Torres (91. Mikel Oyarzabal), Álvaro Morata (54. Gerard Moreno), Pablo Sarabia (46. Dani Olmo) Cheftrainer: Luis Enrique | Spanien | Aufstellung Schweiz gegen Spanien |
| Schweiz                                                                        | 1:1 Shaqiri (68.) | 0:1 Zakaria (8., Eigentor) | Spanien | Aufstellung Schweiz gegen Spanien |
| Schweiz                                                                        | Elfmeterschießen | | Spanien | Aufstellung Schweiz gegen Spanien |
| Schweiz                                                                        | 1:0 Gavranović Simón hält gegen Schär Simón hält gegen Akanji Vargas schießt über das Tor | Busquets schießt Elfmeter gegen den Pfosten 1:1 Olmo Sommer hält gegen Rodri 1:2 Moreno 1:3 Oyarzabal | Spanien | Aufstellung Schweiz gegen Spanien |
| Schweiz                                                                        | Widmer (67.), Gavranović (120.+1) | Laporte (90.+3) | Spanien | Aufstellung Schweiz gegen Spanien |
| Schweiz                                                                        | Freuler (77.) | | Spanien | Aufstellung Schweiz gegen Spanien |
| Schweiz                                                                        | Star des Spiels: Unai Simón (Spanien) | | Spanien | Aufstellung Schweiz gegen Spanien |
| 1. Viertelfinale                                                               | | |         |                                   |
| 2. Juli 2021 um 19:00 Uhr (18:00 Uhr MESZ) in Sankt Petersburg (Gazprom-Arena) | | |         |                                   |
| Zuschauer: 24.764                                                              | | |         |                                   |
| Schiedsrichter: Michael Oliver ( England) 9                                    | | |         |                                   |
| Spielbericht                                                                   | | |         |                                   |

### Belgien – Italien 1:2 (1:2)
| Belgien                                                   | Belgien | Italien | Italien | Aufstellung                       |
| --------------------------------------------------------- | --- | --- | ------- | --------------------------------- |
| Belgien                                                   | \| 2. Viertelfinale \| \| 2. Juli 2021 um 21:00 Uhr MESZ in München (Allianz Arena) \| \| Zuschauer: 12.984 \| \| Schiedsrichter: Slavko Vinčić ( Slowenien) 10 \| \| Spielbericht \|                                                                                                  | \| 2. Viertelfinale \| \| 2. Juli 2021 um 21:00 Uhr MESZ in München (Allianz Arena) \| \| Zuschauer: 12.984 \| \| Schiedsrichter: Slavko Vinčić ( Slowenien) 10 \| \| Spielbericht \| | Italien | Aufstellung Belgien gegen Italien |
| Belgien                                                   | Thibaut Courtois – Toby Alderweireld, Thomas Vermaelen, Jan Vertonghen – Thomas Meunier (69. Nacer Chadli, 73. Dennis Praet), Axel Witsel, Youri Tielemans (69. Dries Mertens), Thorgan Hazard – Kevin De Bruyne, Jeremy Doku – Romelu Lukaku Cheftrainer: Roberto Martínez ( Spanien) | Gianluigi Donnarumma – Giovanni Di Lorenzo, Leonardo Bonucci, Giorgio Chiellini , Leonardo Spinazzola (79. Emerson) – Nicolò Barella, Jorginho, Marco Verratti (74. Bryan Cristante) – Federico Chiesa (90.+1 Rafael Tolói), Ciro Immobile (74. Andrea Belotti), Lorenzo Insigne (79. Domenico Berardi) Cheftrainer: Roberto Mancini | Italien | Aufstellung Belgien gegen Italien |
| Belgien                                                   | 1:2 Lukaku (45.+2, Foulelfmeter) | 0:1 Barella (31.) 0:2 Insigne (44.) | Italien | Aufstellung Belgien gegen Italien |
| Belgien                                                   | Tielemans (21.) | Verratti (20.), Berardi (90.) | Italien | Aufstellung Belgien gegen Italien |
| Belgien                                                   | Star des Spiels: Lorenzo Insigne (Italien) | | Italien | Aufstellung Belgien gegen Italien |
| 2. Viertelfinale                                          | | |         |                                   |
| 2. Juli 2021 um 21:00 Uhr MESZ in München (Allianz Arena) | | |         |                                   |
| Zuschauer: 12.984                                         | | |         |                                   |
| Schiedsrichter: Slavko Vinčić ( Slowenien) 10             | | |         |                                   |
| Spielbericht                                              | | |         |                                   |

### Tschechien – Dänemark 1:2 (0:2)
| Tschechien                                                                | Tschechien | Dänemark | Dänemark | Aufstellung                           |
| ------------------------------------------------------------------------- | --- | --- | -------- | ------------------------------------- |
| Tschechien                                                                | \| 3. Viertelfinale \| \| 3. Juli 2021 um 20:00 Uhr (18:00 Uhr MESZ) in Baku (Nationalstadion Baku) \| \| Zuschauer: 16.306 \| \| Schiedsrichter: Björn Kuipers ( Niederlande) 11 \| \| Spielbericht \|                                                                                          | \| 3. Viertelfinale \| \| 3. Juli 2021 um 20:00 Uhr (18:00 Uhr MESZ) in Baku (Nationalstadion Baku) \| \| Zuschauer: 16.306 \| \| Schiedsrichter: Björn Kuipers ( Niederlande) 11 \| \| Spielbericht \| | Dänemark | Aufstellung Tschechien gegen Dänemark |
| Tschechien                                                                | Tomáš Vaclík – Vladimír Coufal, Ondřej Čelůstka (69. Jakub Brabec), Tomáš Kalas, Jan Bořil – Tomáš Souček , Tomáš Holeš (46. Jakub Jankto) – Lukáš Masopust (46. Michael Krmenčík), Antonín Barák, Petr Ševčík (79. Matěj Vydra) – Patrik Schick (79. Matěj Vydra) Cheftrainer: Jaroslav Šilhavý | Kasper Schmeichel – Andreas Christensen (81. Joachim Andersen), Simon Kjær , Jannik Vestergaard – Jens Stryger Larsen (70. Daniel Wass), Pierre Emile Højbjerg, Thomas Delaney (81. Mathias Jensen), Joakim Mæhle – Mikkel Damsgaard (59. Christian Nørgaard), Kasper Dolberg (59. Yussuf Poulsen), Martin Braithwaite Cheftrainer: Kasper Hjulmand | Dänemark | Aufstellung Tschechien gegen Dänemark |
| Tschechien                                                                | 1:2 Schick (49.) | 0:1 Delaney (5.) 0:2 Dolberg (42.) | Dänemark | Aufstellung Tschechien gegen Dänemark |
| Tschechien                                                                | Krmenčík (84.), Kalas (86.) | | Dänemark | Aufstellung Tschechien gegen Dänemark |
| Tschechien                                                                | Star des Spiels: Thomas Delaney (Dänemark) | | Dänemark | Aufstellung Tschechien gegen Dänemark |
| 3. Viertelfinale                                                          | | |          |                                       |
| 3. Juli 2021 um 20:00 Uhr (18:00 Uhr MESZ) in Baku (Nationalstadion Baku) | | |          |                                       |
| Zuschauer: 16.306                                                         | | |          |                                       |
| Schiedsrichter: Björn Kuipers ( Niederlande) 11                           | | |          |                                       |
| Spielbericht                                                              | | |          |                                       |

### Ukraine – England 0:4 (0:1)
| Ukraine                                                    | Ukraine | England | England | Aufstellung                       |
| ---------------------------------------------------------- | --- | --- | ------- | --------------------------------- |
| Ukraine                                                    | \| 4. Viertelfinale \| \| 3. Juli 2021 um 21:00 Uhr MESZ in Rom (Olympiastadion Rom) \| \| Zuschauer: 11.880 \| \| Schiedsrichter: Felix Brych ( Deutschland) 12 \| \| Spielbericht \| | \| 4. Viertelfinale \| \| 3. Juli 2021 um 21:00 Uhr MESZ in Rom (Olympiastadion Rom) \| \| Zuschauer: 11.880 \| \| Schiedsrichter: Felix Brych ( Deutschland) 12 \| \| Spielbericht \| | England | Aufstellung Ukraine gegen England |
| Ukraine                                                    | Heorhij Buschtschan – Illja Sabarnyj, Serhij Krywzow (35. Wiktor Zyhankow), Mykola Matwijenko – Oleksandr Karawajew, Mykola Schaparenko, Serhij Sydortschuk (64. Jewhenij Makarenko), Oleksandr Sintschenko, Witalij Mykolenko – Andrij Jarmolenko , Roman Jaremtschuk Cheftrainer: Andrij Schewtschenko | Jordan Pickford – Kyle Walker, John Stones, Harry Maguire, Luke Shaw (65. Kieran Trippier) – Kalvin Phillips (65. Jude Bellingham), Declan Rice (57. Jordan Henderson) – Jadon Sancho, Mason Mount, Raheem Sterling (65. Marcus Rashford) – Harry Kane (73. Dominic Calvert-Lewin) Cheftrainer: Gareth Southgate | England | Aufstellung Ukraine gegen England |
| Ukraine                                                    | 0:1 Kane (4.) 0:2 Maguire (46.) 0:3 Kane (50.) 0:4 Henderson (63.) | | England | Aufstellung Ukraine gegen England |
| Ukraine                                                    | Star des Spiels: Harry Kane (England) | | England | Aufstellung Ukraine gegen England |
| 4. Viertelfinale                                           | | |         |                                   |
| 3. Juli 2021 um 21:00 Uhr MESZ in Rom (Olympiastadion Rom) | | |         |                                   |
| Zuschauer: 11.880                                          | | |         |                                   |
| Schiedsrichter: Felix Brych ( Deutschland) 12              | | |         |                                   |
| Spielbericht                                               | | |         |                                   |

## Halbfinale

### Italien – Spanien 1:1 n. V. (1:1, 0:0), 4:2 i. E.
| Italien                                                                | Italien | Spanien | Spanien | Aufstellung                       |
| ---------------------------------------------------------------------- | --- | --- | ------- | --------------------------------- |
| Italien                                                                | \| 1. Halbfinale \| \| 6. Juli 2021 um 20:00 Uhr (21:00 Uhr MESZ) in London (Wembley-Stadion) \| \| Zuschauer: 57.811 \| \| Schiedsrichter: Felix Brych ( Deutschland) 13 \| \| Spielbericht \| | \| 1. Halbfinale \| \| 6. Juli 2021 um 20:00 Uhr (21:00 Uhr MESZ) in London (Wembley-Stadion) \| \| Zuschauer: 57.811 \| \| Schiedsrichter: Felix Brych ( Deutschland) 13 \| \| Spielbericht \|                                                                           | Spanien | Aufstellung Italien gegen Spanien |
| Italien                                                                | Gianluigi Donnarumma – Giovanni Di Lorenzo, Leonardo Bonucci, Giorgio Chiellini , Emerson (73. Rafael Tolói) – Nicolò Barella (85. Manuel Locatelli), Jorginho, Marco Verratti (73. Matteo Pessina) – Federico Chiesa (107. Federico Bernardeschi), Ciro Immobile (61. Domenico Berardi), Lorenzo Insigne (85. Andrea Belotti) Cheftrainer: Roberto Mancini | Unai Simón – César Azpilicueta (85. Marcos Llorente), Eric García (109. Pau), Aymeric Laporte, Jordi Alba – Koke (70. Rodri), Sergio Busquets (106. Thiago), Pedri – Mikel Oyarzabal (70. Gerard), Dani Olmo, Ferrán Torres (61. Álvaro Morata) Cheftrainer: Luis Enrique | Spanien | Aufstellung Italien gegen Spanien |
| Italien                                                                | 1:0 Chiesa (60.) | 1:1 Morata (80.) | Spanien | Aufstellung Italien gegen Spanien |
| Italien                                                                | Elfmeterschießen | | Spanien | Aufstellung Italien gegen Spanien |
| Italien                                                                | Simón hält gegen Locatelli 1:0 Belotti 2:1 Bonucci 3:2 Bernardeschi 4:2 Jorginho | Olmo schießt über das Tor 1:1 Gerard 2:2 Thiago Donnarumma hält gegen Morata | Spanien | Aufstellung Italien gegen Spanien |
| Italien                                                                | Tolói (98.), Bonucci (118.) | Busquets (51.) | Spanien | Aufstellung Italien gegen Spanien |
| Italien                                                                | Star des Spiels: Federico Chiesa (Italien) | | Spanien | Aufstellung Italien gegen Spanien |
| 1. Halbfinale                                                          | | |         |                                   |
| 6. Juli 2021 um 20:00 Uhr (21:00 Uhr MESZ) in London (Wembley-Stadion) | | |         |                                   |
| Zuschauer: 57.811                                                      | | |         |                                   |
| Schiedsrichter: Felix Brych ( Deutschland) 13                          | | |         |                                   |
| Spielbericht                                                           | | |         |                                   |

### England – Dänemark 2:1 n. V. (1:1, 1:1)
| England                                                                | England | Dänemark | Dänemark | Aufstellung                        |
| ---------------------------------------------------------------------- | --- | --- | -------- | ---------------------------------- |
| England                                                                | \| 2. Halbfinale \| \| 7. Juli 2021 um 20:00 Uhr (21:00 Uhr MESZ) in London (Wembley-Stadion) \| \| Zuschauer: 64.950 \| \| Schiedsrichter: Danny Makkelie ( Niederlande) 14 \| \| Spielbericht \|                                                                           | \| 2. Halbfinale \| \| 7. Juli 2021 um 20:00 Uhr (21:00 Uhr MESZ) in London (Wembley-Stadion) \| \| Zuschauer: 64.950 \| \| Schiedsrichter: Danny Makkelie ( Niederlande) 14 \| \| Spielbericht \| | Dänemark | Aufstellung England gegen Dänemark |
| England                                                                | Jordan Pickford – Kyle Walker, John Stones, Harry Maguire, Luke Shaw – Kalvin Phillips, Declan Rice (95. Jordan Henderson) – Bukayo Saka (69. Jack Grealish, 106. Kieran Trippier), Mason Mount (95. Phil Foden), Raheem Sterling – Harry Kane Cheftrainer: Gareth Southgate | Kasper Schmeichel – Andreas Christensen (79. Joachim Andersen), Simon Kjær , Jannik Vestergaard (105. Jonas Wind) – Jens Stryger Larsen (67. Daniel Wass), Pierre Emile Højbjerg, Thomas Delaney (88. Mathias Jensen), Joakim Mæhle – Martin Braithwaite, Kasper Dolberg (67. Christian Nørgaard), Mikkel Damsgaard (67. Yussuf Poulsen) Cheftrainer: Kasper Hjulmand | Dänemark | Aufstellung England gegen Dänemark |
| England                                                                | 1:1 Kjær (39., Eigentor) 2:1 Kane (104.) | 0:1 Damsgaard (30.) | Dänemark | Aufstellung England gegen Dänemark |
| England                                                                | Maguire (49.) | Wass (72.) | Dänemark | Aufstellung England gegen Dänemark |
| England                                                                | Schmeichel hält Foulelfmeter von Kane (104.) | Mathias Jensen (106., da das Wechselkontingent bereits ausgeschöpft war) | Dänemark | Aufstellung England gegen Dänemark |
| England                                                                | Star des Spiels: Harry Kane (England) | | Dänemark | Aufstellung England gegen Dänemark |
| 2. Halbfinale                                                          | | |          |                                    |
| 7. Juli 2021 um 20:00 Uhr (21:00 Uhr MESZ) in London (Wembley-Stadion) | | |          |                                    |
| Zuschauer: 64.950                                                      | | |          |                                    |
| Schiedsrichter: Danny Makkelie ( Niederlande) 14                       | | |          |                                    |
| Spielbericht                                                           | | |          |                                    |

Mikkel Damsgaard traf in der 30. Minute per Freistoß zum 1:0 für die Dänen; es war das einzige direkte Freistoß-Tor dieser Europameisterschaft.
Umstritten war ein Foulelfmeter in der 103. Minute, den Kane im Nachschuss zum 2:1 verwandelte, nachdem Schmeichel zunächst gehalten hatte. Diverse Sportkommentatoren kritisierten, dass dieser Elfmeter nicht hätte gegeben werden dürfen, und dass die VAR nur bei klaren Fehlentscheiden eingreifen dürfen. Die Zeit bezeichnete den Sieg Englands zwar als gerecht, aber den Elfmeter als „Geschenk“. Manuel Gräfe erklärte, der Elfmeter-Entscheid stünde auch gegen die Linie, die Makkelie bei diesem Spiel angelegt hatte. Unmittelbar vor der den Strafstoß verursachenden Szene im Strafraum befand sich ein zweiter Ball auf dem Spielfeld in der Nähe des Spielgeschehens. Der Schiedsrichter kann in einer solchen Situation das Spiel unterbrechen, zwingend ist dies jedoch nur, wenn der zweite Ball das Spiel beeinflusst. Zudem war aus der Zuschauermenge unmittelbar vor der Ausführung des Elfmeters ein Laserpointer auf Torhüter Schmeichel gerichtet worden. Die UEFA ermittelt daher.

## Finale

### Italien – England 1:1 n. V. (1:1, 0:1), 3:2 i. E.
| Italien                                                                 | Italien | England | England | Aufstellung                       |
| ----------------------------------------------------------------------- | --- | --- | ------- | --------------------------------- |
| Italien                                                                 | \| Finale \| \| 11. Juli 2021 um 20:00 Uhr (21:00 Uhr MESZ) in London (Wembley-Stadion) \| \| Zuschauer: 67.173 \| \| Schiedsrichter: Björn Kuipers ( Niederlande) 15 \| \| Spielbericht \| | \| Finale \| \| 11. Juli 2021 um 20:00 Uhr (21:00 Uhr MESZ) in London (Wembley-Stadion) \| \| Zuschauer: 67.173 \| \| Schiedsrichter: Björn Kuipers ( Niederlande) 15 \| \| Spielbericht \| | England | Aufstellung Italien gegen England |
| Italien                                                                 | Gianluigi Donnarumma – Giovanni Di Lorenzo, Leonardo Bonucci, Giorgio Chiellini , Emerson (118. Alessandro Florenzi) – Nicolò Barella (54. Bryan Cristante), Jorginho, Marco Verratti (96. Manuel Locatelli) – Federico Chiesa (86. Federico Bernardeschi), Ciro Immobile (54. Domenico Berardi), Lorenzo Insigne (91. Andrea Belotti) Cheftrainer: Roberto Mancini | Jordan Pickford – Kyle Walker (120. Jadon Sancho), John Stones, Harry Maguire – Kieran Trippier (70. Bukayo Saka), Kalvin Phillips, Declan Rice (74. Jordan Henderson, 120. Marcus Rashford), Luke Shaw – Raheem Sterling, Harry Kane , Mason Mount (99. Jack Grealish) Cheftrainer: Gareth Southgate | England | Aufstellung Italien gegen England |
| Italien                                                                 | 1:1 Bonucci (67.) | 0:1 Shaw (2.) | England | Aufstellung Italien gegen England |
| Italien                                                                 | Elfmeterschießen | | England | Aufstellung Italien gegen England |
| Italien                                                                 | 1:0 Berardi Pickford hält gegen Belotti 2:2 Bonucci 3:2 Bernardeschi Pickford hält gegen Jorginho | 1:1 Kane 1:2 Maguire Rashford schießt an den linken Pfosten Donnarumma hält gegen Sancho Donnarumma hält gegen Saka | England | Aufstellung Italien gegen England |
| Italien                                                                 | Barella (47.), Bonucci (55.), Insigne (84.), Chiellini (90.+6), Jorginho (114.) | Maguire (106.) | England | Aufstellung Italien gegen England |
| Italien                                                                 | Star des Spiels: Leonardo Bonucci (Italien) | | England | Aufstellung Italien gegen England |
| Finale                                                                  | | |         |                                   |
| 11. Juli 2021 um 20:00 Uhr (21:00 Uhr MESZ) in London (Wembley-Stadion) | | |         |                                   |
| Zuschauer: 67.173                                                       | | |         |                                   |
| Schiedsrichter: Björn Kuipers ( Niederlande) 15                         | | |         |                                   |
| Spielbericht                                                            | | |         |                                   |

Das Finale des paneuropäischen Turniers wurde zu einem Heimspiel für die englische Mannschaft, bis auf das Viertelfinale gegen die Ukraine in Rom fanden alle Spiele des englischen Teams in Wembley statt. Vor und nach dem Spiel kam es zu Ausschreitungen. Dabei gelang es englischen Anhängern, gewaltsam Sicherheitszäune zu durchbrechen und das Stadion zu stürmen, in Videos waren Schlägereien an den Eingängen zu sehen, zahlreiche Zivilpersonen und Polizisten wurden verletzt. Auf dem Wembley Way (zwischen der U-Bahn-Station Wembley Park und dem Wembley-Stadion) sowie auf beliebten Londoner Plätzen wie dem Piccadilly Circus und dem Leicester Square feierten Zehntausende Fans mit viel Alkohol und ohne jeglichen Abstand oder Schutzmasken.
England ging bereits nach zwei Minuten durch ein Tor von Luke Shaw in Führung. In der zweiten Halbzeit war Italien jedoch die aktivere Mannschaft. Leonardo Bonucci erzielte in der 67. Minute den Ausgleichstreffer. Vor dem Elfmeterschießen wechselte Gareth Southgate mit Marcus Rashford und Jadon Sancho zwei Spieler ein, die als sichere Elfmeterschützen galten. Rashford traf jedoch nur den Pfosten, Sanchos Schuss wurde von Gianluigi Donnarumma pariert. Da auch der 19-jährige Bukayo Saka an Donnarumma scheiterte, ging Italien als Sieger aus dem Elfmeterschießen hervor, obwohl der englische Torhüter Jordan Pickford zuvor ebenfalls zwei Elfmeter gehalten hatte.
Da, im Gegensatz zu den zwei erfolgreichen, alle drei englischen Fehlschützen dunkler Hautfarbe waren, kam es nach dem Finale in sozialen Netzwerken zu rassistischen Angriffen, welche zu polizeilichen Ermittlungen führten. Die rassistischen Entgleisungen fanden internationale Beachtung und wurden sogar vom englischen Königshaus verurteilt.
Schiedsrichter Björn Kuipers wurde nach dem Spiel vielfach für seine Spielführung gelobt.